# Sphaeriestes tuberculipennis
Sphaeriestes tuberculipennis es una especie de coleóptero de la familia Salpingidae.

## Distribución geográfica
Habita en África.